# Pespunte

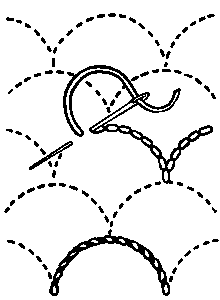
Pespunte básico

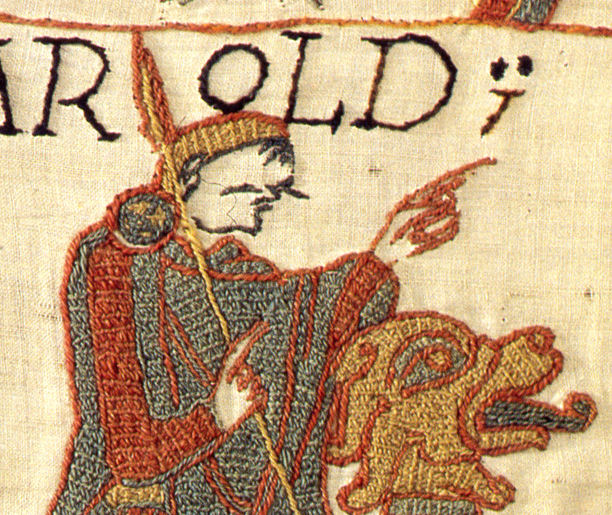
Detalle del tapiz de Bayeux que muestra texto que muestra y contornea en punto hierba.

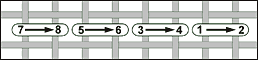
Diagrama de puntos para trabajar un pespunte

El pespunte o puntada de vuelta, y sus variantes derivadas de punto hierba, punto contorno y punto dividido, son una clase de puntadas de costura y bordados en el que los puntos individuales se hacen retroceder respecto a la dirección general de costura. 
En la costura a mano, se emplea como una puntada útil para unir definitivamente y fuertemente dos piezas de tejido.
En bordado, estas puntadas forman líneas y se utilizan frecuentemente para contornear formas y añadir detalles finos en una imagen. 

## Galería de puntadas

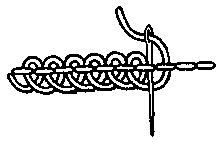
Punto pequinés
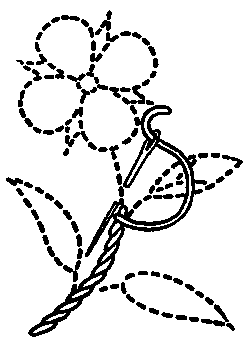
Punto hierba
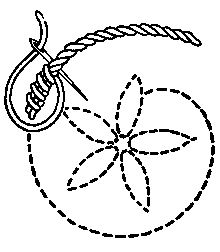
Punto hierba sobrehilado
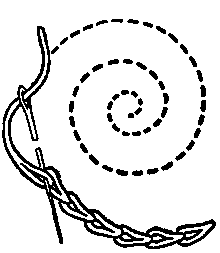
Punto dividido